# David McKee

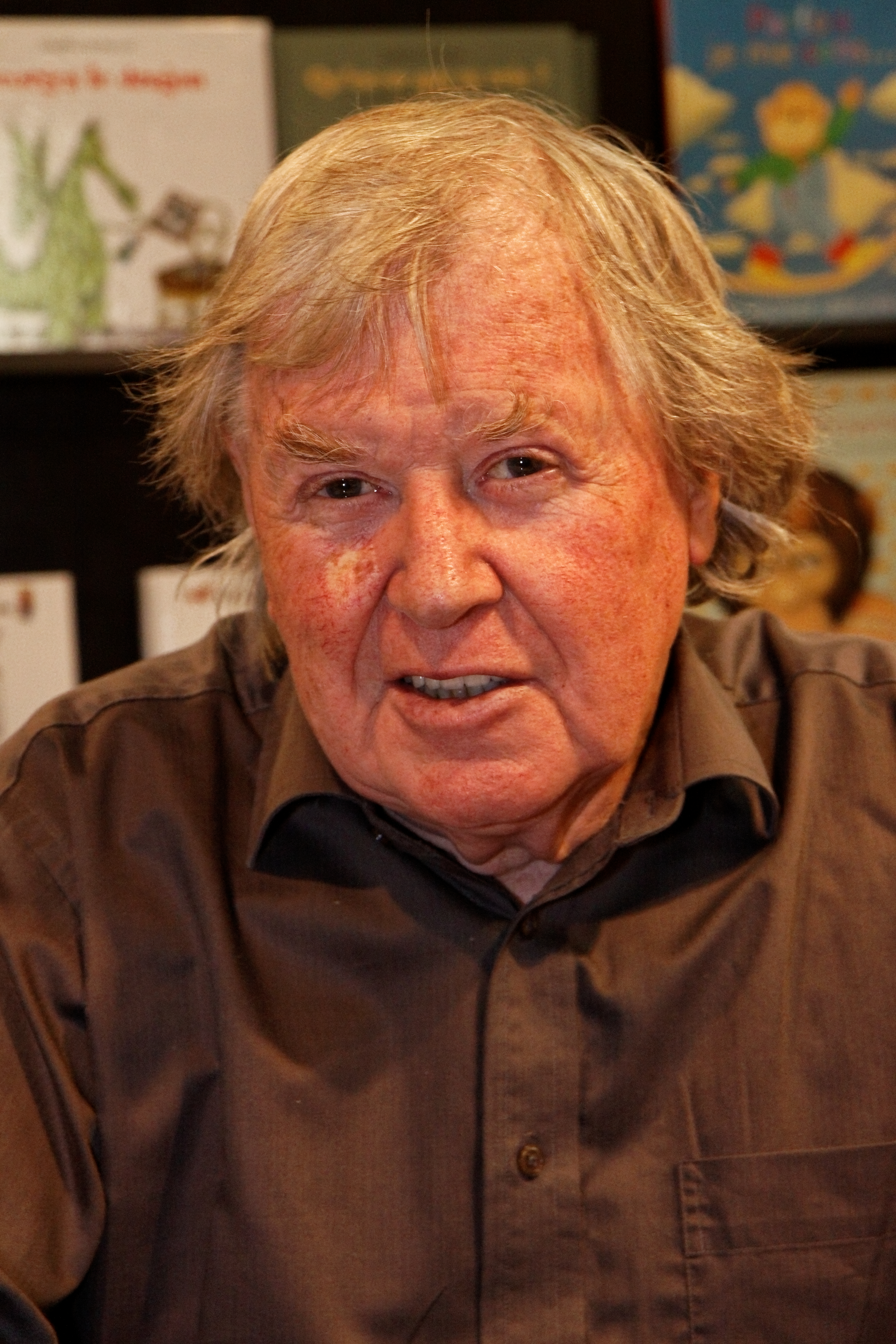
David McKee (2011)

David John McKee (* 2. Januar 1935 in Plympton, Devon; † 6. April 2022 in Nizza) war ein britischer Kinderbuchautor und Illustrator.

## Leben
Schon während seines Studiums am Plymouth College of Art and Design begann McKee Cartoons zu zeichnen und arbeitete für Punch, Reader’s Digest und die Times, bevor er als freischaffender Maler und Bilderbuchkünstler bekannt wurde.
Sein erstes Buch Two Can Toucan wurde 1964 publiziert. Seine zahlreichen Bilderbücher für Kinder und seine Buchserien sind international erfolgreich und wurden in mehr als 60 Ländern veröffentlicht. Für die BBC entwickelte er zahlreiche Filmprojekte, in denen seine Figuren vorgestellt wurden. Die Serie Mr. Benn hat 13 Episoden, die erstmals von 1971 bis 1972 auf Sendung gingen und inzwischen regelmäßig wiederholt werden. Es folgten 5 Filme für den Save the Children Fund, dann folgte eine Serie von Filmen, die auf den King Rollo Büchern basierten. Es entstand die King Rollo Film Gesellschaft, die neben anderen Projekten auch 26 animierte Elmar-Filme plante.
Die berühmteste und erfolgreichste von David McKee geschaffene Figur ist Elmar, der bunt karierte Elefant. Das Bilderbuch erschien erstmals 1968 in England. Elmar der Elefant erlebt in seinen Abenteuern immer wieder, wie es ist, anders zu sein – nämlich kunterbunt. Mittlerweile gibt es ihn auch als Plüschfigur und Patchworkvorlage. Die Elmar-Bücher wurden in 60 Sprachen übersetzt und über 10 Millionen Mal verkauft. Posthum erschien im Frühjahr 2023 sein letztes Bilderbuch im Thienemann-Esslinger Verlag: Elmar und das Geschenk.

## Auszeichnungen
- 1987:Deutscher Jugendliteraturpreis 1987 (Sparte Bilderbuch) für Du hast angefangen! Nein, du!
- 2011: Ehrendoktor des Plymouth College of Art
- 2020: BookTrust Lifetime Achievement Award[7]

## Werke (Auswahl)
- Schnapp-Schnabel. (Two can toucan. Übersetzung Heinz Werner Pragua), Carlsen-Verlag, Reinbek 1966.
- Mark und das Einrad. (Mark and the monocycle. Übersetzung Katrin Behrend), Betz-Verlag, München 1968.
- Elmer (Elmer. Übersetzung Julie Peter), Parabel-Verlag, München 1970.
- Sechs Männer (Neuübersetzung 2014 Thomas Bodmer (Herausgeber)), NordSüd Verlag, Zürich 1971, ISBN 978-3-314-10248-6
- Die Kuh auf dem Dach. (The man who was going to mind the house. Übersetzung Katrin Behrend), Thienemann-Verlag, Stuttgart 1973, ISBN 3-522-41080-7.
- Als das Zaubern nicht mehr klappte. (The magician who lost his magic. Übersetzung Edith Harries), Maier-Verlag, Ravensburg 1973, ISBN 3-473-37249-8.
- Immer wieder Elmer. (Elmer again and again), Parabel-Verlag, München 1975, ISBN 3-7898-0987-X.
- Zwei Admirale. (Two admirals. Übersetzung Harry Rowohlt), Middelhauve-Verlag, Köln 1977, ISBN 3-7876-9660-1.
- Zahn um Zahn. (Tusk, tusk. Übersetzung Estelle van der Zwaan), Hoch-Verlag, Düsseldorf 1979, ISBN 3-7779-0241-1.
- König Rollo:
  - König Rollo und die neuen Schuhe. (King Rollo and the new shoes), Parabel-Verlag, München 1979, ISBN 3-7898-0260-3.
  - König Rollo und der Geburtstag. (King Rollo and the birthday), Parabel-Verlag, München 1979, ISBN 3-7898-0261-1.
  - König Rollo und das Brot. (King Rollo and the bread), Parabel-Verlag, München 1979, ISBN 3-7898-0262-X.
  - König Rollo auf dem Baum. Parabel-Verlag, München 1980, ISBN 3-7898-0263-8.
  - König Rollo in der Küche. Parabel-Verlag, München 1980, ISBN 3-7898-0264-6.
  - König Rollo kann zaubern. Parabel-Verlag, München 1980, ISBN 3-7898-0265-4.
  - König Rollos Brief und andere Geschichten. (Übersetzung Gunther Seiboldt) Alibaba-Verlag, Frankfurt am Main o. J., ISBN 3-922723-73-X.
- Das Haus auf dem Berg (The hill and the rock. Übersetzung Eva Riekert), Thienemann-Verlag, Stuttgart 1984, ISBN 3-522-42010-1.
- Du hast angefangen! Nein, du! (Two monsters), Sauerländer-Verlag, 1986, ISBN 3-7941-2776-5.
- Veronica spielt Violine oder: Macht und Ohnmacht klingender Kunst (The sad story of Veronica who played the violin. Übersetzung Abraham Teuter), Alibaba-Verlag, Frankfurt am Main 1987, ISBN 3-922723-44-6.
- Schneekinder (Snow woman. Übersetzung Gunther Seiboldt), Alibaba-Verlag, Frankfurt am Main 1987, ISBN 3-922723-48-9.
- Nicht jetzt, Jakob (Not now, Bernard. Übersetzung Abraham Teuter), Alibaba-Verlag, Frankfurt am Main 1988, ISBN 3-922723-49-7.
- Mein Teddy ist doof! (I hate my teddy bear. Übersetzung Abraham Teuter), Alibaba-Verlag, Frankfurt am Main 1988, ISBN 3-922723-74-8.
- Elmar:
  - Elmar (Elmer.), Hoch-Verlag, 1989, ISBN 3-7779-0451-1.
  - Immer Elmar! (Elmer Again. Übersetzung Elisabeth Sauerwald), Thienemann-Verlag 1993, ISBN 3-522-43203-7.
  - Bravo, Elmar (Elmer on Stilts. Übersetzung Stefan Wendel), Thienemann-Verlag 1993, ISBN 3-522-43149-9.
  - Elmars Wetter. Thienemann-Verlag 1994, ISBN 3-522-43178-2.
  - Elmars Farben. Thienemann-Verlag 1994, ISBN 3-522-43179-0.
  - Elmars Tag. Thienemann-Verlag 1994, ISBN 3-522-43180-4.
  - Elmars Freunde. Thienemann-Verlag 1994, ISBN 3-522-43181-2.
  - Elmar und Willi. (Elmer and Wilbur. Übersetzung Stefan Wendel), Thienemann-Verlag 1995, ISBN 3-522-43184-7.
  - Elmar im Schnee. (Elmer in the snow. Übersetzung Stefan Wendel), Thienemann-Verlag 1996, ISBN 3-522-43215-0.
  - Was Elmar alles kann. (The Elmer pop-up book. Übersetzung Stefan Wendel), Thienemann-Verlag 1997, ISBN 3-522-43246-0.
  - Kannst du fliegen, Elmar? (Elmer and the wind. Übersetzung Hitomi Fehr-Hamilton), Ars Edition, München 1997, ISBN 3-7607-1097-2.
  - Elmar spielt Verstecken. Thienemann-Verlag 1998, ISBN 3-522-43288-6.
  - Elmar und der Teddybär. (Elmer and the lost teddy. Übersetzung Stefan Wendel) Thienemann-Verlag 1999, ISBN 3-522-43302-5.
  - Elmar und das Känguru. (Elmer and the stranger. Übersetzung Stefan Wendel), Thienemann-Verlag 2000, ISBN 3-522-43329-7.
  - Wo steckt Elmar? Thienemann-Verlag 2000, ISBN 3-522-43354-8.
  - Elmar und Großpapa. Thienemann-Verlag 2001, ISBN 3-522-43370-X.
  - Elmar und der Schmetterling. (Elmer and butterfly. Übersetzung Stefan Wendel), Thienemann-Verlag 2002, ISBN 3-522-43409-9.
  - Elmars neuer Freund. (Elmer’s new friend. Übersetzung Stefan Wendel) Thienemann-Verlag 2003, ISBN 3-522-43439-0.
  - Elmar und die Nilpferde. Thienemann-Verlag 2003, ISBN 3-522-43452-8.
  - Elmar und das große Kitzeln. (Elmer and snake. Übersetzung Stefan Wendel), Thienemann-Verlag 2004, ISBN 3-522-43479-X.
  - Elmar und die rosarote Rosa. (Elmer and Rose. Übersetzung Stefan Wendel), Thienemann-Verlag 2005, ISBN 3-522-43507-9.
  - Elmar besucht Tante Thea. (Elmer and aunt Zelda. Übersetzung Stefan Wendel), Thienemann-Verlag 2006, ISBN 3-522-43536-2.
  - Elmar zeigt’s dem bösen Vogel. (Elmer and the Big Bird. Übersetzung Stefan Wendel), Thienemann-Verlag 2008, ISBN 978-3-522-43597-0.
- Zebra hat Schluckauf. (Zebra’s hiccups. Übersetzung Brigitte Fleissner), Lentz-Verlag, München 1991, ISBN 3-88010-239-2.
- Der Schulbus kommt um 8. (The schoolbus comes at 8 o’clock. Übersetzung Inge M. Artl), Carlsen-Verlag, Hamburg 1994, ISBN 3-551-51511-5.
- Isabella Blubberbauch. (Isabel’s noisy tummy. Übersetzung Inge M. Artl), Carlsen-Verlag, Hamburg 1994, ISBN 3-551-51514-X.
- Das wunderbare Sparschwein. (Charlotte’s piggy bank. Übersetzung Brigitte Fleissner), Lentz-Verlag, München 1996, ISBN 3-88010-425-5.
- Katis Geheimnis. (Mary’s secret. Übersetzung Danielle Heufemann), Bohem Press, Zürich 2000, ISBN 3-85581-333-7.
- Vom General, der singen lernte. (The conquerors. Übersetzung Susanne Zeller), Bohem Press, Zürich 2004, ISBN 3-85581-416-3.
- Jetzt nicht, Jonathan. Sauerländer-Verlag, Düsseldorf 2005, ISBN 3-7941-5085-6.
- Jonglieren mit vieren. (Four red apples. Übersetzung Brigitte Jakobeit), Boje-Verlag, Köln 2006, ISBN 3-414-82003-X.